# Réflexe de Moro
Le réflexe de Moro, dit réflexe de défense, est l'un des réflexes archaïques du nouveau-né. Il peut être observé sous forme incomplète chez les prématurés après la 28e semaine de la gestation (6 mois) et est habituellement présent sous forme complète à la 34e semaine (troisième trimestre : 7,5 mois). Il est normalement perdu dès le troisième mois après la naissance, pendant la période postnatale. Il a été découvert et décrit la première fois par le pédiatre autrichien Ernst Moro (1874-1951).
Ce réflexe se produit en réponse à un bruit fort et inattendu ou à une sensation de chute. Chez l'enfant de plus de six mois et l'adulte, il est remplacé par la réaction de sursaut. Ontogénétiquement, le sursaut apparaît chez l'homme à peu près lors de la régression du réflexe de Moro.
En médecine, le déclenchement volontaire de ce réflexe permet d'évaluer le bon fonctionnement du système nerveux central. L'enfant placé sur le dos est soulevé par les mains de quelques centimètres, membres supérieurs en extension. Le réflexe apparaît quand il retombe sur la table d'examen et se décompose en deux temps :
1. abduction et extension des membres supérieurs ;
2. retour en adduction et flexion avec cris.

L'absence d'une de ces réactions (excepté le cri) ou une asymétrie dans les mouvements est anormale, ainsi que la persistance du réflexe chez les enfants plus âgés et chez les adultes. Cependant la persistance et l'exacerbation du réflexe chez les personnes victimes de paralysie cérébrale est commune.
Ce réflexe est absent dans 85 % des cas chez le nouveau-né atteint de trisomie 21, mais a au contraire tendance à persister au moins dans l'enfance de façon anormale dans certaines particularités du neurodéveloppement (autisme, anxiété, hyperactivité).
Ce réflexe pourrait avoir pour origine le fait que nos ancêtres s'agrippaient au dos de leur mère après leur naissance, ce qui permettait à celle-ci d'avoir les mains libres. Si un bébé tombe en arrière, son premier réflexe sera de tendre les bras en avant pour attraper sa mère.